# G.I. Joe: Renegaci
G.I. Joe: Renegaci (2010–2011) – amerykański serial animowany nadawany przez stację The Hub od 26 listopada 2010 roku do 23 lipca 2011 roku. W Polsce premiera serialu nastąpiła 1 października 2011 roku na kanale teleTOON+.

## Opis fabuły
Serial animowany o elitarnej jednostce G.I. Joe, której członkowie zostają oskarżeni o czyny, których nie popełnili. Chcąc oczyścić się z zarzutów, muszą ujawnić prawdziwych winowajców, czyli gigantyczną korporację COBRA Industries.

## Bohaterowie
- Duke – (Conrad Hauser) jako dowódca drużyny Renegatów, Duke wykazuje się odwagą, bohaterstwem i niezwykłą troską o swoich ludzi. Zawsze bezpieczeństwo każdego członka załogi stawia na najwyższym miejscu. Duke i Flint byli przyjaciółmi, ale po katastrofie w Springfield, stali się zaciekłymi rywalami. Prócz tego Duke prowadzi również rywalizację ze Snake-Eyesem o serce Scarlett, co widać w odcinkach. Jeśli chodzi o rodzinę, to Duke zanim stał się zbiegiem mieszkał razem z ojcem i matką oraz z młodszym bratem w St.Louis, w Missouri. Jest dobrze zbudowanym, wysokim blondynem.
- Snake Eyes – Inaczej Hebi no-me. Nikt nie zna jego prawdziwego imienia ani nazwiska. Nigdy nikomu nie mógł zdradzić danych o sobie, gdyż jest niemy po tym, jak Storm Shadow podciął mu shurikenem gardło myśląc, że Snake zabił ich mistrza. Wiadomo, że Snake-Eyes posiadał wielu uczniów, których szkolił w ninjutsu (jak chociażby Scarlett czy Jinx). Między nim, a Scarlett jest więź, która narodziła się po tym, jak to Snake-Eyes przysiągł jej ojcu, że będzie nad nią czuwać. Więź ta jest silna, a także widać, że oboje czują do siebie coś znacznie więcej niż głęboką przyjaźń, jak chociażby w odcinkach „Powrót Arashikage”, „Walcząc z ogniem” czy „Ujawnienie”. Mimo wszystko Snake-Eyes potrafi być często zazdrosny o Scarlett, kiedy ta przebywa z Duke’m (patrz odcinek: „Podziemna walka”). Zawsze jednak trzeba pamiętać, że to najniebezpieczniejszy z Joe, znający świetnie sztukę ninja. Snake-Eyes jest zdolny włamać się do każdej bazy i wykraść najcenniejsze dane, co często przydaje się grupie. Zawsze chodzi w czarnym kombinezonie (ewentualnie narzuci na siebie płaszcz) oraz maskę, by zakryć blizny po wybuchu w laboratorium, który wywołał ojciec Scarlett.
- Scarlett – (Shana O’Hara) dziewczyna Snake-Eyesa, która posiada najwyższą rangę w drużynie. Lubi sprzeczać się z Tunnel Ratem i z Duke’m, gdzie z tym drugim przeważnie o dowództwo. Scarlett jest mózgiem zespołu, zawsze znajdzie wyjście z opresji, a także ustali, gdzie może być następny cel Cobry, z którą ma ostro na pieńku po tym, jak jej ojciec (który dla Cobry pracował) bez śladu zniknął. To jest także jej głównym powodem, dla którego szuka dowodów na złą działalność Cobry i nigdy nie daje za wygraną. Jej nick „Scarlett” wziął się od jej rudych włosów. Pochodzi z Atlanty.
- Roadblock – (Marvin Hilton) największy w drużynie – potężny, czarnoskóry żołnierz, który pomimo groźnego wyglądu, jest w środku bardzo sympatyczny. Słucha nawet ostrego metalu, ale i tak mimo wszystko jest przyjacielski. Jego i jego kuzyna „Havy Duty’ego” wychowała babcia w Missisipi. Roadblock często siedzi za kółkiem w kojocie (ich ciężarówce), gdyż jako jedyny zna się na jego naprawie i najlepiej rozszyfrował jego interfejs.
- Tunnel Rat – (Nicky Lee) ten azjata nie boi się żadnego brudu ani robactwa. Doskonale zna się na glebie, jej właściwościach i całej przyrodzie. Jego wiedza nieraz się przysłużyła załodze. Jak szczur potrafi wejść w najciaśniejsze zakamarki i przedostać się do ukrytych wejść. Jest dość niski, bardzo szczupły i z lekkim zarostem na twarzy. Ma dość spontaniczny charakter, często sarkastyczny i dokuczliwy. Uwielbia żartować i sprzeczać się ze Scarlett. Zawsze nosi czerwoną czapkę na głowie i chustę.
- Ripcord – (Walace Weems) nie było go prawie przez całą serię. W drugim odcinku zatytułowanym „Geneza cz. 2" Ripcord zostaje „ginie” w wybuchu. A przynajmniej tak drużyna Renegatów myślała do czasu, aż nie znaleźli go w szpitalu Cobry (odcinek 20.), jako pacjenta X. Ripcord z początku nic nie pamięta, jednak z czasem przypomina sobie sceny z przeszłości, chociażby te, w których to poprzydzielał każdemu z drużyny pseudonimy. Nie bez powodu jest nazywany „Pacjentem X” – Ripcord jest bowiem po wybuchu pół-człowiekiem, pół-bioviperem. Trochę czasu mu zajmuje zanim udaje mu się zacząć kontrolować w sobie biovipera, a nawet i używać jego zdolności do pomagania drużynie.

## Wersja polska
Opracowanie: na zlecenie teleTOON+ – Master Film

Reżyseria: Dobrosława Bałazy

Dialogi polskie:
- Anna Hausner (odc. 1-3, 7-11, 17-21),
- Wojciech Szymański (odc. 4-6, 12-16, 22-26)

Dźwięk:
- Mateusz Michniewicz (odc. 1-6, 12-16, 22-26),
- Elżbieta Mikuś (odc. 7-11, 17-21)

Montaż:
- Paweł Siwiec (odc. 1-6, 12-16, 22-26),
- Jan Graboś (odc. 7-11, 17-21)

Kierownictwo produkcji: Katarzyna Fijałkowska

Wystąpili:
- Kinga Tabor – Scarlett
- Michał Podsiadło – Duke
- Adam Krylik – Tunnel Rat
- Jacek Król – Roadblock
- Ewa Serwa – Baronowa
- Julia Kołakowska-Bytner –
  - Lady Jaye,
  - Connie Hauser (odc. 11),
  - Tina (odc. 13),
  - Elena Schnurr (odc. 19)
- Piotr Deszkiewicz – Ripcord
- Grzegorz Kwiecień – Mindbender
- Andrzej Blumenfeld –
  - Komandor Cobry,
  - lekarz (odc. 3),
  - Granger (odc. 8)
- Mikołaj Klimek –
  - Major Bludd (odc. 5, 23),
  - Generał Abernati (odc. 26)
- Zbigniew Kozłowski –
  - Steeler (odc. 3),
  - dostarczyciel przesyłki (odc. 5),
  - dr Sharma (odc. 9),
  - Vince Hauser (odc. 12)
- Marek Bocianiak –
  - naczelnik więzienia (odc. 8),
  - Max Hauser (odc. 11),
  - Patrick O’Hara (odc. 25-26)
- Mirosław Wieprzewski –
  - Generał Abernati (odc. 1-2),
  - Mati (odc. 4),
  - Arata (odc. 6-7),
  - burmistrz Lockridge (odc. 10),
  - strażnik (odc. 13),
  - Moon (odc. 16)
- Marek Frąckowiak –
  - Hidalgo (odc. 1),
  - Zartan (odc. 4, 14),
  - Swami Vipra (odc. 13)
- January Brunov –
  - narrator w czołówce,
  - Scrap-Iron (odc. 3),
  - Drednok #3 (odc. 4),
  - Tomisaburo Arashikage (odc. 6-7, 12, 15, 22),
  - Tomax i Xamot (odc. 13, 18),
  - Dr Archibald Monev (odc. 19),
  - Hershel Dalton (odc. 23)
- Cezary Nowak –
  - Ojciec Mitchella (odc. 2),
  - Drednok #2 (odc. 4)
- Jacek Wolszczak –
  - Mitchell (odc. 2),
  - Drednok #1 (odc. 4)
- Przemysław Stippa –
  - Flint (odc. 2-5, 8, 11-12, 14, 20),
  - Alvin Kibbey / Breaker' (odc. 9),
  - Vince Hauser (odc. 11),
  - Teddy Lee (odc. 21)
- Paweł Szczesny –
  - James McCullen / Destro (odc. 3, 9),
  - Russel (odc. 4)
- Klaudiusz Kaufmann –
  - Truman (odc. 3),
  - szeryf (odc. 4)
- Katarzyna Tatarak – Wendy (odc. 4)
- Leszek Zduń –
  - Alvin Kibbey / Breaker (odc. 5),
  - młody Snake Eyes (odc. 6-7),
  - Gabriel Kelly (odc. 10),
  - Dr Kurt Schnurr (odc. 19),
  - Ray (odc. 21)
- Agnieszka Kunikowska – Jinx Arashikage (odc. 6-7, 22)
- Janusz Wituch –
  - Snow Job (odc. 15),
  - Shipwreck (odc. 16),
  - Red Star (odc. 18)
- Zbigniew Konopka –
  - James McCullen / Destro (odc. 17, 22, 25-26),
  - Zartan (odc. 22)
- Beata Łuczak – Reggie (odc. 21)
- Hanna Kinder-Kiss –
  - Firefly (odc. 10),
  - reporterka (odc. 12),
  - Babcia Hinton (odc. 23)
- Łukasz Talik – Flint (odc. 23)

i inni
Lektor: Dariusz Odija

## Spis odcinków
| Premiera odcinka | Nr | Polski tytuł           | Angielski tytuł          |
| ---------------- | -- | ---------------------- | ------------------------ |
|                  |    |                        |                          |
| SERIA PIERWSZA   |    |                        |                          |
|                  |    |                        |                          |
| 01.10.2011       | 01 | Geneza                 | The Descent              |
| 02.10.2011       | 02 | Geneza                 | The Descent              |
|                  |    |                        |                          |
| 03.10.2011       | 03 | Gniew                  | Rage                     |
|                  |    |                        |                          |
| 04.10.2011       | 04 | Rozprawa z Dreadnokami | Dreadnoks Rising         |
|                  |    |                        |                          |
| 05.10.2011       | 05 | Przesyłka              | The Package              |
|                  |    |                        |                          |
| 06.10.2011       | 06 | Powrót Arashikage      | Return of the Arashikage |
| 07.10.2011       | 07 | Powrót Arashikage      | Return of the Arashikage |
|                  |    |                        |                          |
| 08.10.2011       | 08 | Osaczony               | Busted                   |
|                  |    |                        |                          |
| 08.10.2011       | 09 | Wrogowie moich wrogów  | The Enemy of My Enemy    |
|                  |    |                        |                          |
| 08.10.2011       | 10 | Walcząc z ogniem       | Fire Fight               |
|                  |    |                        |                          |
| 08.10.2011       | 11 | Powrót do domu         | Homecoming               |
| 08.10.2011       | 12 | Powrót do domu         | Homecoming               |
|                  |    |                        |                          |
| 08.10.2011       | 13 | Bracia światłości      | Brothers of Light        |
|                  |    |                        |                          |
| 09.10.2011       | 14 | Podróby                | Knockoffs                |
|                  |    |                        |                          |
| 10.10.2011       | 15 | Zerowa widoczność      | White Out                |
|                  |    |                        |                          |
| 11.10.2011       | 16 | Rejs z Shipwreckiem    | Shipwrecked              |
|                  |    |                        |                          |
| 12.10.2011       | 17 | Zamek Destro           | Castle Destro            |
|                  |    |                        |                          |
| 13.10.2011       | 18 | Przymierze z wężem     | Union of the Snake       |
|                  |    |                        |                          |
| 14.10.2011       | 19 | Szczep Anakonda        | The Anaconda Strain      |
|                  |    |                        |                          |
| 15.10.2011       | 20 | Pacjent X              | Prodigal                 |
|                  |    |                        |                          |
| 16.10.2011       | 21 | Anomalia               | The Anomaly              |
|                  |    |                        |                          |
| 17.10.2011       | 22 | O krok przed innymi    | Cutting Edge             |
|                  |    |                        |                          |
| 18.10.2011       | 23 | Kuzyni                 | Cousins                  |
|                  |    |                        |                          |
| 19.10.2011       | 24 | Podziemna walka        | Going Underground        |
|                  |    |                        |                          |
| 20.10.2011       | 25 | Ujawnienie             | Revelations              |
| 21.10.2011       | 26 | Ujawnienie             | Revelations              |
|                  |    |                        |                          |